# Music to Driveby
Albums de Compton's Most Wanted
Straight Checkn 'Em
(1990) Represent
(2000)
Singles
1. Hood Took Me Under
Sortie : 20 août 1992
2. Def Wish II
Sortie : 1992
3. Compton 4 Life
Sortie : 1992
4. N 2 Deep
Sortie : 1992

Music to Driveby est le troisième album studio de Compton's Most Wanted, sorti le  29 septembre 1992.
L'album s'est classé 20e au Top R&B/Hip-Hop Albums et 66e au Billboard 200.

## Liste des titres
| No  | Titre                         | Contient un (des) sample(s) de | Durée |
| --- | ----------------------------- | --- | ----- |
| 1.  | Intro                         | Figure Eight de Blossom Dearie | 0:21  |
| 2.  | Hit the Floor                 | Up Against the Wall de Quincy Jones Dance Floor de Zapp Straight Outta Compton des N.W.A It's Funky Enough de The D.O.C. Ain't No Future in Yo' Frontin' de MC Breed et DFC                                                                                               | 1:49  |
| 3.  | Hood Took Me Under            | Walk on By d'Isaac Hayes Growin' Up in the Hood des Compton's Most Wanted | 3:39  |
| 4.  | Jack Mode                     | Home Computer de Kraftwerk | 3:17  |
| 5.  | Compton 4 Life                | Dazz de Brick It's My Turn de Dezo Daz featuring DJ Slip My Summer Vacation d'Ice Cube | 3:17  |
| 6.  | 8 Iz Enough                   | Year, You're Right des Meters Dry Spell des Meters | 2:48  |
| 7.  | Duck Sick II                  | Red Baron de Billy Cobham Top Billin' d'Audio Two Rebel Without a Pause de Public Enemy | 3:44  |
| 8.  | Dead Nigga Tell No Lies       | Bochawa de Chase Driveby Miss Daisy des Compton's Most Wanted | 3:40  |
| 9.  | N 2 Deep (featuring Scarface) | Do Your Thing de Lyn Collins | 3:50  |
| 10. | Who's Fucking Who?            | South Bronx des Boogie Down Productions Dope Fiend Beat de Too $hort My Philosophy des Boogie Down Productions Fuck Tha Police des N.W.A Gangsta Gangsta des N.W.A Better Off Dead d'Ice Cube Fuck Compton de Tim Dog No Vaseline d'Ice Cube Man's Best Friend d'Ice Cube | 1:47  |
| 11. | This Is a Gang                | The Payback de James Brown Gangsta Gangsta des N.W.A You're a Customerd'EPMD Rhymes Too Funky Pt.1 (Live) des Compton's Most Wanted | 3:37  |
| 12. | Hoodrat                       | Let Me Love You de Michael Henderson | 3:55  |
| 13. | Niggaz Strugglin'             | The Look of Love d'Isaac Hayes | 3:33  |
| 14. | I Gots ta Get Over            | Playing Your Game, Baby de Barry White Atomic Dog deGeorge Clinton | 3:36  |
| 15. | U's a Bitch                   | After Hours (The Antidote) de Ronny Jordan | 3:42  |
| 16. | Another Victim                | Blue's Crib d'Isaac Hayes I'm Wit Dat des Compton's Most Wanted | 3:51  |
| 17. | Def Wish II                   | Snow Creatures deQuincy Jones | 3:31  |
| 18. | Music to Driveby              | Losalamitoslatinfunklov esong de Gene Harris | 3:31  |